# Heliantheae
Heliantheae és una tribu de plantes amb flor de la subfamília de les asteròidies (Asteroideae).

## Particularitats
Aquesta tribu inclou plantes cultivades com el gira-sol (Helianthus annuus) i altres de jardineria com Coreopsis, Cosmos, Echinacea, Rudbeckia i Zinnia.

## Subtribus
La classificació tradicional va ser feta per Alexandre de Cassini al segle xix. El 1981 Harold Ernest Robinson va subdividir la tribu en les subtribus següents:
| - Ambrosiinae - Baeriinae - Chaenactidinae - Clappiinae - Clibadiinae - Coreopsidinae - Coulterellinae - Desmanthodiinae - Dimeresiinae - Ecliptinae - Engelmanniinae - Enhydrinae - Espeletiinae | - Fitchiinae - Flaveriinae - Gaillardiinae - Galinsoginae - Guardiolinae - Helianthinae - Heptanthinae - Hymenopappinae - Jaumeinae - Lycapsinae - Madiinae - Marshalliinae - Melampodiinae | - Milleriinae - Montanoinae - Neurolaeninae - Pectidinae - Peritylinae - Pinillosinae - Polymniinae - Rudbeckiinae - Varillinae - Zaluzaniinae - Zinniinae |

## Gèneres

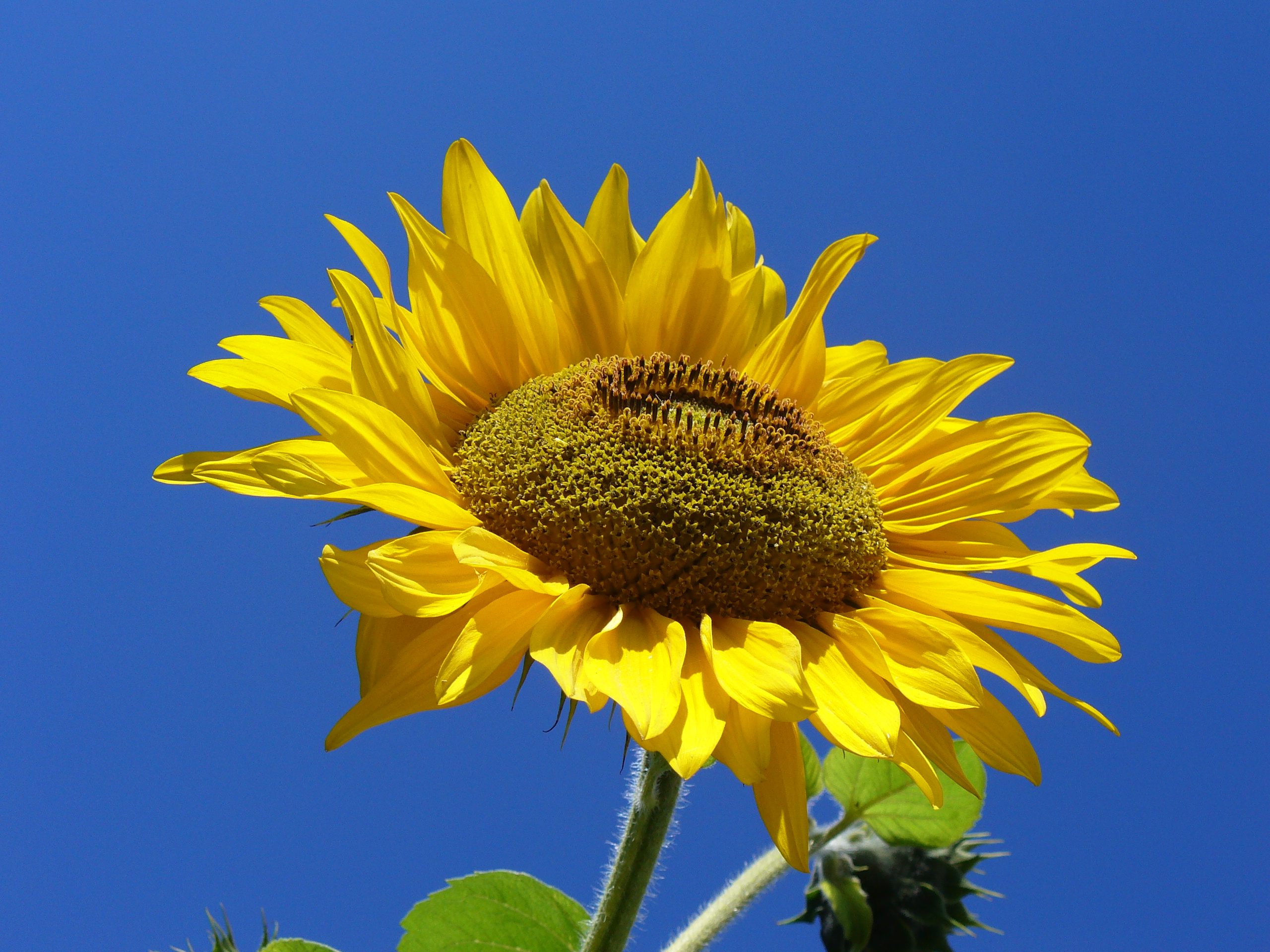
El gira-sol (Helianthus annuus)

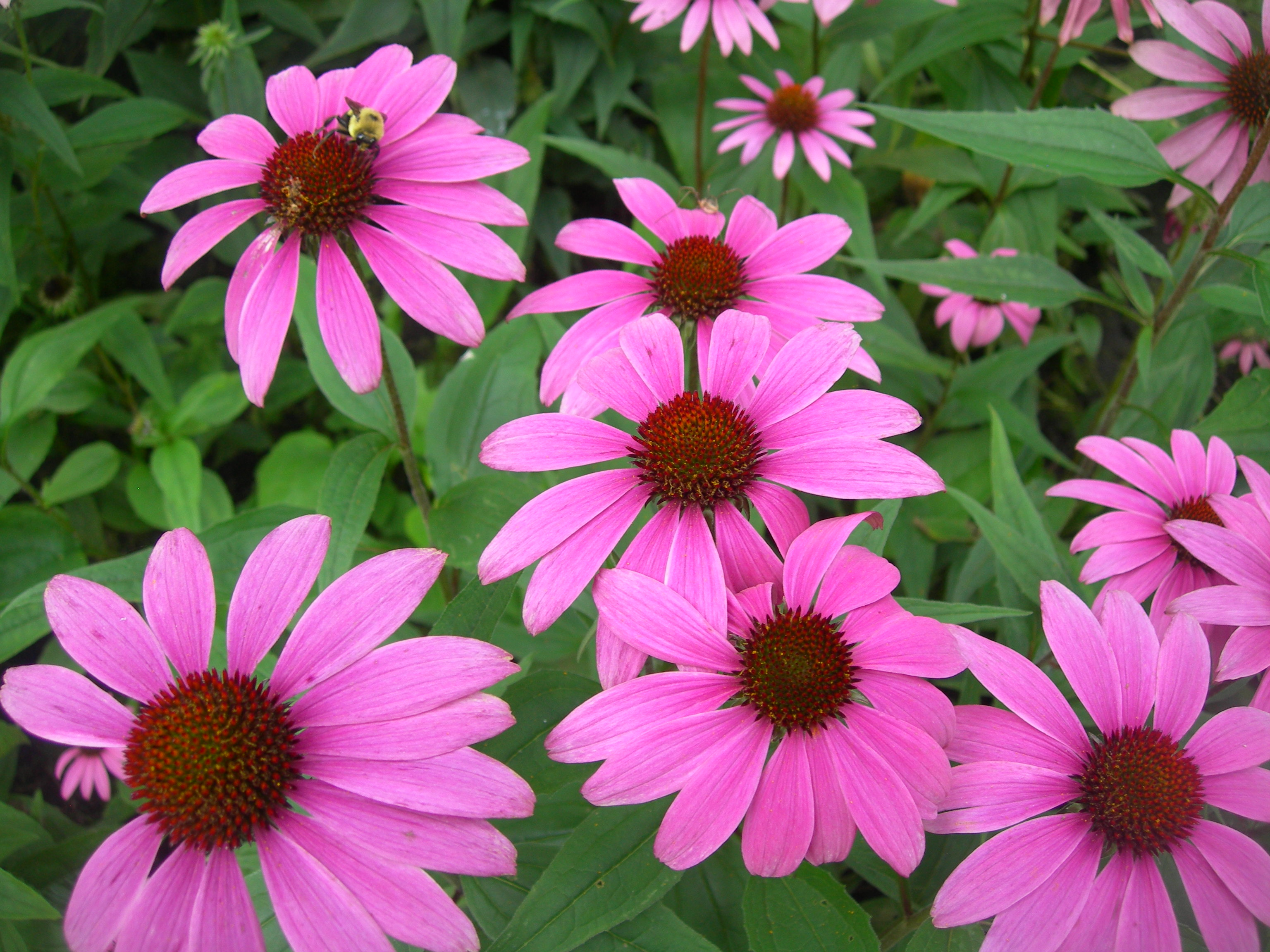
Echinacea purpurea

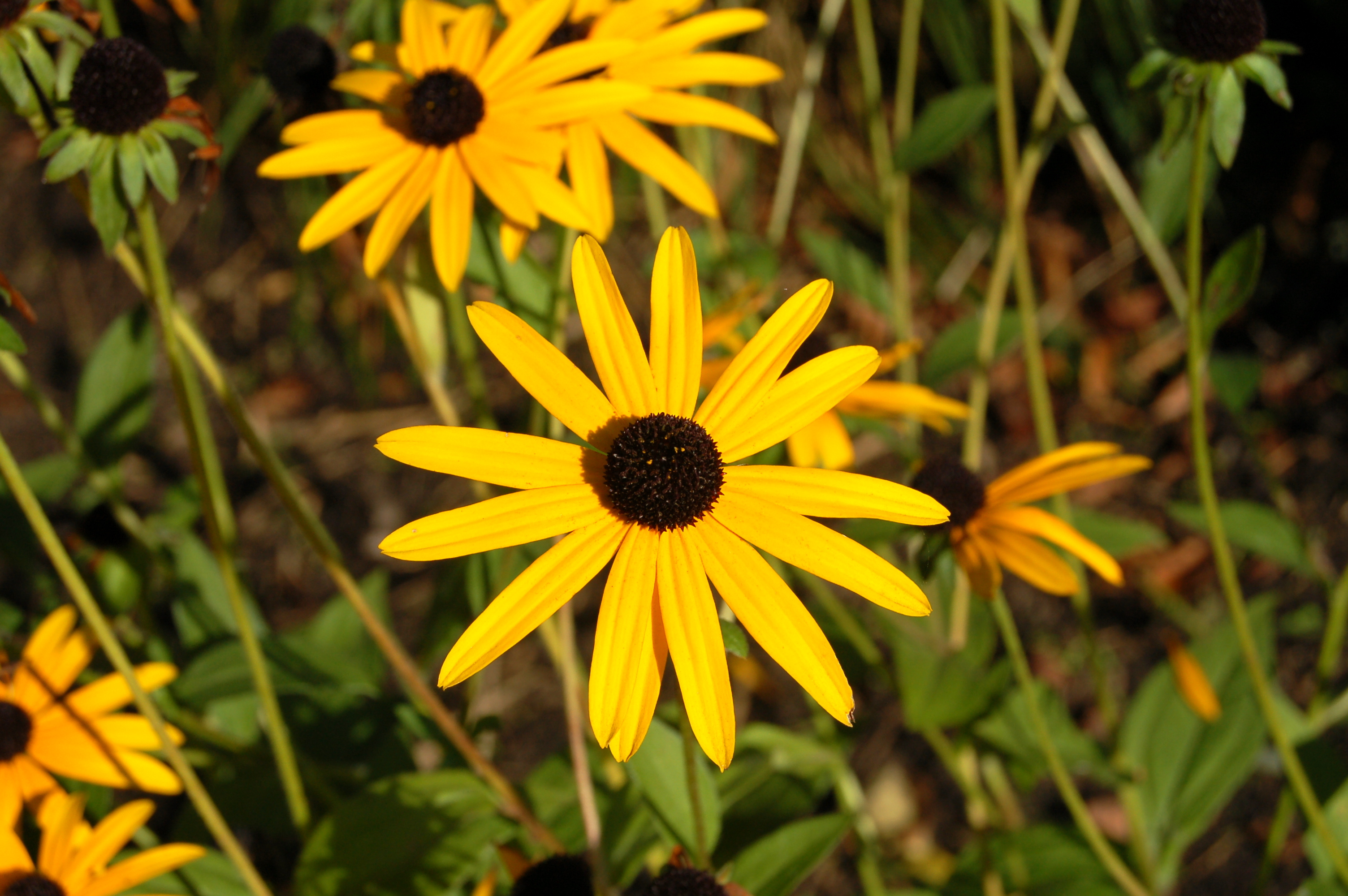
Rudbeckia fulgida var sullivantii

Aquesta tribu compta amb els gèneres:
| - Acanthospermum - Acmella - Agnorhiza - Ambrosia - Angelphytum - Bahiopsis - Balsamorhiza - Baltimora - Berlandiera - Blainvillea - Borrichia - Calanticaria - Calyptocarpus - Chromolepis - Chrysogonum - Clibadium - Damnxanthodium - Delilia - Dimerostemma - Dracopis - Dugesia - Echinacea - Eclipta - Elaphandra - Encelia - Enceliopsis - Engelmannia - Flourensia - Geraea - Helianthella - Helianthus | - Heliomeris - Heliopsis - Hidalgoa - Hymenostephium - Idiopappus - Iva - Jefea - Kingianthus - Lasianthaea - Lindheimera - Lipochaeta - Lundellianthus - Melanthera - Monactis - Montanoa - Oblivia - Otopappus - Oyedaea - Parthenium - Perymeniopsis - Perymenium - Philactis - Phoebanthus - Podachaenium - Podanthus - Ratibida - Rensonia - Riencourtia - Rojasianthe - Rudbeckia - Salmea | - Sanvitalia - Scabrethia - Scalesia - Schizoptera - Sclerocarpus - Silphium - Simsia - Sphagneticola - Spilanthes - Squamopappus - Steiractinia - Synedrella - Tetrachyron - Tetranthus - Tilesia - Tithonia - Trichocoryne - Trigonopterum - Verbesina - Vigethia - Viguiera - Wamalchitamia - Wedelia - Wollastonia = syn. Melanthera - Wyethia - Xanthium - Zaluzania - Zexmenia - Zinnia |